# Kong Meng San Phor Kark Seetempel
Kong Meng San Phor Kark Seetempel is de grootste boeddhistische tempel van Singapore en ligt aan de Bright Hill Road 88 in Bishan. In 1920 liet meester Zhuan Dao de tempel bouwen. De reden hiervoor was om de dharma te verspreiden en bhikkhu's te huizen. Toentertijd hadden veel bhikkhu's in Singapore geen vast woonadres. In 1921 was het gebouw van de Phor Kark Seetempel het eerste traditionele Chinese bosklooster in Singapore. Omdat de tempel in Kong Meng San ligt, wordt de tempel Kong Meng San Phor Kark Seetempel genoemd. In 1943 overleed meester Zhuan Dao in het Putuoklooster op 72-jarige leeftijd.